# القاب محترمانه ژاپنی
زبان ژاپنی از یک سیستم گفتار محترمانه به نام کِیشو (敬称) استفاده می‌کند که شامل پسوندها و پیشوندهای افتخاری است. ژاپنی‌ها هنگام صحبت با دیگران یا اشاره به دیگران در یک مکالمه از این القاب محترمانه استفاده می‌کنند. پسوندها در انتهای نام‌ها قرار گرفته و بسته به جنسیت فرد متفاوت است، در حالی که پیشوندها در آغاز اسامی اشخاص قرار می‌گیرند. استفاده از این القاب می‌تواند رابطه گوینده با شخص مورد گفتگو نشان دهد.
القاب محترمانه برای اشاره به خود استفاده نمی‌شود. عدم استفاده از پسوندها نشان‌دهنده این است که گوینده مدت کوتاهی است که مخاطب را می‌شناسد یا اینکه شنونده در همان زمان به شرکت یا مدرسه پیوسته است و هنوز با اعضای آنجا آشنا نیست.

## القاب متداول
متداول‌ترین القاب عبارتند از:
| لقب                    | معادل تقریبی                                                                                    | موارد استفاده |
| ---------------------- | ----------------------------------------------------------------------------------------------- | --- |
| سان (さん)             | آقا/ خانم                                                                                       | کارکنان یک شرکت اغلب مافوق خود را با لقب -سان خطاب می‌کنند. غریبه‌های نسبی یکدیگر را با لفظ -سان با یکدیگر صحبت می‌کنند. هنگام استفاده از این پسوند یعنی ما برای شخص مورد گفتگو احترام قائلیم. |
| ساما (様、さま)        | سر / مادام مشتریان ویژه (او-کیاکو-ساما) خانم‌ها و آقایان (مینا-ساما) ارباب (قضات دادگاه‌های بالا) | نشان دهنده احترام عمیق به خدایان، مهمانان محترم یا مشتریان ویژه است. |
| کون (君【くん】)       |                                                                                                 | معلمان مدرسه دانش آموزان خود را با این لقب خطاب می‌کنند. این لقب همچنین توسط همکاران بزرگتر برای خطاب همکاران تازه‌کار استفاده می‌شود. این لقب نشان‌دهنده یک دوره دوستی است.                    |
| چان (ちゃん)           | کوچک یا عزیز                                                                                    | یک دوره دوستی که بیشتر برای دختران و کودکان یا دوستان نزدیک استفاده می‌شود. گهگاه ممکن است برای اشاره به پسری استفاده شود، البته اگر این نام مستعار او باشد.                                 |
| تان (たん)             | کوچولو                                                                                          | نوزادان، انسان‌انگاری موئه |
| سنپای (先輩、せんぱい) | سال بالایی                                                                                      | همکار ارشد یا دانش آموز سال بالایی |
| سنسی (先生、せんせい)  | معلم/ استاد/ دکتر/ پروفسور                                                                      | برای اشاره به معلمان و همچنین افرادی که در زمینه‌های مربوطه خود متخصص هستند، اعم از پزشک، هنرمند یا وکیل.                                                                                    |
| هاکاسه (博士、はかせ)  | دکتر یا PhD                                                                                     | افرادی با تخصص علمی بسیار بالا |
| هِیکا (陛下、へいか)    | اعلی‌حضرت                                                                                        | امپراتور، امپراتریس، ملکه دواگر یا ملکه دواگر بزرگ |
| دِنکا (殿下、でんか)    | اعلی‌حضرت شاهنشاهی                                                                               | شاهزاده‌ها و شاهدخت‌های خانواده امپراتوری ژاپن |
| کاکا (閣下、かっか)    | عالی‌جناب                                                                                        | برای خطاب به سران دولت (سفیران، وزیران کابینه و سایر مقامات عالی مانند دبیرکل سازمان ملل متحد یا ژنرال‌های ارتش) استفاده می‌شود.                                                              |